# یاسوتاکا نوموتو
یاسوتاکا نوموتو (انگلیسی: Yasutaka Nomoto؛ زادهٔ ۲۷ آوریل ۱۹۸۶) بازیکن فوتبال اهل ژاپن است.